# Tweede Kamerverkiezingen 1998/Kandidatenlijst/CDA
De kandidatenlijst voor de Tweede Kamerverkiezingen 1998 van het CDA was als volgt:

## De lijst
- vet: verkozen
- schuin: voorkeurdrempel overschreden

1. Jaap de Hoop Scheffer - 1.213.412 stemmen
2. Ank Bijleveld-Schouten - 71.540
3. Siem Buijs - 10.597
4. Gerda Verburg - 13.363
5. Maria van der Hoeven - 24.881
6. Hans van den Akker - 3.390
7. Jan Peter Balkenende - 2.471
8. Nancy Dankers - 7.278
9. Jacques de Milliano - 12.131
10. Cees van der Knaap - 1.994
11. Wim van de Camp - 2.401
12. Clémence Ross-van Dorp - 3.358
13. Klaasje Eisses-Timmerman - 3.820
14. Agnes van Ardenne-van der Hoeven - 4.255
15. Hans Hillen - 3.448
16. Gerd Leers - 4.972
17. Henk de Haan - 1.259
18. Maxime Verhagen - 977
19. Pieter Jan Biesheuvel - 1.575
20. Peter van Wijmen - 1.467
21. Joop Atsma - 11.009
22. Theo Rietkerk - 3.445
23. Theo Stroeken - 10.428
24. Joop Wijn - 834
25. Marry Visser-van Doorn - 783
26. Jacob Reitsma - 1.651
27. Theo Meijer - 16.392
28. Aart Mosterd[1] - 5.194
29. Marleen de Pater-van der Meer[1] - 1.016
30. Coskun Çörüz[1] - 9.086
31. Jan ten Hoopen[1] - 13.501
32. Gerrit de Jong - 1.311
33. Corien Jonker[1] - 2.819
34. Gerrit Terpstra - 2.940
35. Cees Bremmer - 832
36. Camiel Eurlings - 24.008
37. Ad Koppejan - 732
38. Annie Schreijer-Pierik - 17.422
39. Bas Jan van Bochove - 432
40. Marianne van Hall-Disch - 694
41. Piet Jansen - 2.750
42. Manon Pelzer - 4.045
43. Greetje de Vries-Leggedoor - 563
44. Sjoerd Galema - 10.395
45. Marjon Gadella-van Gils - 320
46. Roland van Vugt - 1.641
47. Frans Potuyt - 211
48. Roy Ho Ten Soeng - 3.305
49. Loes Huynen - 279
50. Rajendrenath Ramnath - 3.944

## Regionale kandidaten
De plaatsen vanaf 51 op de lijst waren per kieskring verschillend ingevuld.

### Groningen, Leeuwarden, Assen, Lelystad
1. Harry Oosterman - 118
2. IJzebrand Rijzebol - 261[2]
3. Koob Schelhaas - 398
4. Froukje de Jonge - 65[3]
5. Janny Eelkema-Brouwer - 170
6. Annelien de Winter-Wijffels - 282
7. Anje Schultinga-Huizinga - 95
8. Anja Immink - 83[4]
9. Hidde Visser - 98
10. Ada Boerma-van Doorne - 76
11. Carla Westerkamp-Exoo - 97
12. Ayad Mossad - 45
13. Baukelien van der Werff - 137
14. René Paas - 129
15. Hermien Schoon-Joling - 86
16. Dick van Hemmen - 119
17. Rendert Algra - 128
18. Aike Maarsingh - 509

### Zwolle
1. Dite Husselman-Oosterom - 100[5]
2. Harry Kerssies - 133[6]
3. Martin Verbeek - 140
4. Arend Jansen - 55
5. Herma Nap-Borger - 175
6. Martin Reesink - 295
7. Albert Schipper - 278
8. Richard Leussink - 121
9. Thea Schiphorst - 157
10. Harry Paauw - 110
11. Ben Hudepohl - 146
12. Riet Koggel-Alferink - 152
13. Rhea Stroes - 63
14. Johan Kruiskamp - 109
15. Peter Heukels - 143
16. Gerrit Hartholt - 37
17. Jannes Berends - 41
18. Alice Makkinga - 231

### Nijmegen, Arnhem, Utrecht
1. Robert Croll - 173
2. Bart Krol - 175
3. Lucas Bolsius - 19[7]
4. Annemiek van der Veen-van de Vliet - 26[8]
5. Froukje de Jonge - 114[3]
6. Broer Adema - 475
7. Dite Husselman-Oosterom - 53[5]
8. Annet Doesburg - 36[9]
9. Hedy-Jane Guds - 45[10]
10. IJzebrand Rijzebol - 29[2]
11. Anja Immink - 29[4]
12. Greetje Willemsma - 21[11]
13. Ineke Giezeman - 33[12]
14. Harry Kerssies - 40[6]
15. Nico Verlaan - 120
16. Oswald Schwirtz - 19[13]
17. Frans Janssen - 71
18. Ary Braakman - 220

### Amsterdam
1. Ans Willemse-van der Ploeg - 600[14]
2. Harro Hoogerwerf - 56[15]
3. Deniz Balak - 211
4. Annemiek van der Veen-van de Vliet - 31[8]
5. Paul Lokkerbol - 45
6. Joop Meerhoff - 22
7. Ada Anne van Ruller-Schakel - 37
8. Jeroen Vis - 18
9. Annet Doesburg - 14[9]
10. Hedy-Jane Guds - 97[10]
11. Riek Karg - 13
12. Sjuck van Walré De Bordes - 6
13. Elske Hörchner - 7
14. Martje Postma - 38
15. Jan Voetberg - 9
16. Aranka Goyert - 20
17. Oswald Schwirtz - 4[13]
18. Frans Spit - 60

### Haarlem
1. Ans Willemse-van der Ploeg - 41[14]
2. Pierre Schlicher - 24
3. Stans Gehrels - 110
4. Annemiek van der Veen-van de Vliet - 84[8]
5. Hein Galesloot - 100
6. Harro Hoogerwerf - 105[15]
7. Niny van Oerle-van der Horst - 24
8. Jaap Zuurbier - 23
9. Annet Doesburg - 14[9]
10. Hedy-Jane Guds - 31[10]
11. Harrie ter Horst - 51
12. Margo Dierick-van de Ven - 169
13. Henk Woldring - 22
14. Hans Vermeulen - 19
15. Janine Haasbroek-Visser - 35
16. Jacques Walch - 30
17. Oswald Schwirtz - 9[13]
18. Hajé Walch - 80

### Den Helder
1. Ans Willemse-van der Ploeg - 309[14]
2. Dirk Scheringa - 234
3. Gina Kroon-Sombroek - 946
4. Annemiek van der Veen-van de Vliet - 31[8]
5. Roel Laning - 179
6. Harro Hoogerwerf - 92[15]
7. Anne-Marie Worm-de Moel - 91
8. Henk Sijbrand - 60
9. Annet Doesburg - 56[9]
10. Hedy-Jane Guds - 56[10]
11. Nel Eelman-van 't Veer - 212
12. Henk Hijink - 54
13. Ben Hakvoort - 120
14. Nel op de Weegh - 43
15. Daniel Moolenburgh - 46
16. Mona Keijzer - 89
17. Oswald Schwirtz - 4[13]
18. Jan Douma - 116

### 's-Gravenhage
1. Lucas Bolsius - 10[7]
2. Ineke Giezeman - 20[12]
3. Greetje Willemsma - 7[11]
4. Jos Wienen - 2[16]
5. Manita Koop - 13[17]
6. Nico van Jaarsveld - 46[18]
7. Dirk Louter - 5[19]
8. Joop Vink - 4[20]
9. Paul van Berlo - 7[21]
10. Leen La Rivière - 2[22]
11. Pieter den Dulk - 14
12. Carmen Boersma-Weiss - 26
13. Jan Eerbeek - 12
14. Philo Weijenborg-Pot - 8
15. Adriaan Kaland - 3[23]
16. Michel Santbergen - 6
17. Joke Jacobs - 10
18. Frank Kerckhaert - 12

### Rotterdam
1. Lucas Bolsius - 644[7]
2. Ineke Giezeman - 31[12]
3. Greetje Willemsma - 12[11]
4. Jos Wienen - 26[16]
5. Manita Koop - 7[17]
6. Nico van Jaarsveld - 4[18]
7. Dirk Louter - 8[19]
8. Joop Vink - 2[20]
9. Paul van Berlo - 2[21]
10. Leen La Rivière - 39[22]
11. Lionel Martijn - 48
12. Dick van Vliet - 1[24]
13. André Tukker - 6[25]
14. Nanda Ammerlaan-Oosterlaan - 23[26]
15. Ria van Rossum-Gortzak - 5[27]
16. Carine Hulscher-Slot - 5[28]
17. Adriaan Kaland - 3[23]
18. Sjaak van der Tak - 97[29]

### Dordrecht
1. Lucas Bolsius - 38[7]
2. Ineke Giezeman - 7[12]
3. Greetje Willemsma - 8[11]
4. Jos Wienen - 99[16]
5. Manita Koop - 180[17]
6. Nico van Jaarsveld - 137[18]
7. Dirk Louter - 69[19]
8. Joop Vink - 12[20]
9. Paul van Berlo - 2[21]
10. Leen La Rivière - 44[22]
11. Wil van den Berg - 52
12. André Borgdorff - 71
13. Ria van Rossum-Gortzak - 42[27]
14. Theo Duijvestijn - 395
15. Govert Veldhuijzen - 89
16. Marja van Bijsterveldt-Vliegenthart - 174
17. Carine Hulscher-Slot - 44[28]
18. Cees Veerman - 14

### Leiden
1. Lucas Bolsius - 39[7]
2. Ineke Giezeman - 17[12]
3. Greetje Willemsma - 81[11]
4. Jos Wienen - 30[16]
5. Manita Koop - 48[17]
6. Nico van Jaarsveld - 164[18]
7. Dirk Louter - 10[19]
8. Joop Vink - 50[20]
9. Jos Draijer - 62
10. Dick van Vliet - 76[24]
11. Johan Strijk - 19
12. Theo van Wieringen - 114
13. Elly Zandwijk-van Hage - 147
14. André Tukker - 46[25]
15. Jos Huizinga - 42
16. Nanda Ammerlaan-Oosterlaan - 136[26]
17. Rien Hage - 161
18. Sjaak van der Tak - 84[29]

### Middelburg
1. Myra van Loon-Koomen - 63
2. Harry van Waveren - 48
3. Koos Meulenberg-op 't Hof - 55
4. Henk den Hartog - 25
5. Sandra Janssen - 102
6. Lein Wisse - 88
7. Lilian Cuelenaere-Faes - 86
8. Joop de Boe - 40
9. Odette van Waes-Smet - 80
10. Lous Coppoolse - 44
11. Leny Poppe-de Looff - 73
12. Adri Dek - 39
13. Joke Keizer-Barbier - 21
14. Paul Claeijs - 54
15. Hanneke Bleijenbergh - 84
16. John Jansen - 18
17. Lenny Geluk-Poortvliet - 22
18. Ben Pauwels - 419

### Tilburg
1. Conny Kerkhof-Mos - 448
2. Jan Melis - 1.549[30]
3. Toine van Poppel - 72
4. Lia van Helvoirt-Stravens - 592
5. Kaya Turan Koçak - 85[31]
6. Jacqueline Vermunt-Schrauwen - 421
7. Eric Dörr - 148
8. Simone Dirven-van Aalst - 129
9. Carla Bastiaansen - 250
10. Jack Biskop - 71
11. Jan van Hal - 99
12. Ad Petermeyer - 153
13. Kees Jochems - 411
14. Hans Moerland - 51
15. Frank van der Hulst - 27
16. Bert ten Holter - 13
17. Patrick Halters - 114
18. Willy Vos - 61[32]

### 's-Hertogenbosch
1. Betsie van der Sloot-van der Heijden - 385
2. Jan Melis - 107[30]
3. Marleen Jonkers-Goedhart - 211
4. Harrie Verkampen - 3.926
5. Kaya Turan Koçak - 336[31]
6. Elma Eshuis-Roxs - 392
7. Ingrid Thelissen-Jansen - 153
8. Peter van Heeswijk - 783
9. Erwin Rutten - 87
10. Johan Oldenbroek - 62
11. Wim van Erp - 204
12. Toon De Koning - 108
13. Frits Schreurs - 80
14. Huib van Olden - 76
15. Frank van Beers - 255
16. Anneke van Bebber-Zoontjens - 65
17. Koos Geene - 278
18. Willy Vos - 239[32]

### Maastricht
1. Riet Greweldinger-Beudeker - 417
2. Toon Willems - 571
3. Theo Bovens - 571
4. Ursula Wijnen-Kivit - 695
5. Jan Driessen - 533
6. Johanna van Dijk-Theunissen - 464
7. Guliël Erven - 425
8. Wim Kuiper - 98
9. Yvonne Baetens-Derks - 599
10. Jos van de Ven - 300
11. Han Hoogma - 46
12. Gerard Vanhommerig - 351
13. Theo Wilken - 60
14. Ad Houtepen - 150
15. Mieke Vervoort - 131
16. Hub Savelsbergh - 352
17. Bèr Moonen - 4.735

PvdA · CDA · VVD · D66 · AOV/U55+ · GroenLinks · Centrumdemocraten · RPF · SGP · GPV · SP · Senioren 2000 · Natuurwetpartij · NCPN · De Groenen · Vrije Indische Partij · Idealisten/Jij · NMP · Nederland Mobiel · Katholiek Politieke Partij · Het Kiezers Collectief · NSOV
1977 · 1981 · 1982 · 1986 · 1989 · 1994 · 1998 · 2002 · 2003 · 2006 · 2010 · 2012 · 2017 · 2021 · 2023